# Clubiona venusta
Clubiona venusta är en spindelart som beskrevs av Paik 1985. Clubiona venusta ingår i släktet Clubiona och familjen säckspindlar. Inga underarter finns listade i Catalogue of Life.